# Ich will dich – Begegnungen mit Hilde Domin
Ich will dich – Begegnungen mit Hilde Domin ist ein deutscher Kinofilm von Anna Ditges über Leben und Werk der Dichterin Hilde Domin.

## Über den Film
Anna Ditges begleitete Hilde Domin während der letzten zwei Jahre ihres Lebens mit der Kamera und schuf auf diese Weise ein Porträt der Künstlerin – so, wie sie sie als Gegenüber erlebt hat: sensibel, schroff und eigenwillig, eine Egozentrikerin mit bissigem Humor, viel Charme und zunehmend liebevoll gegenüber der hartnäckigen jungen Frau mit der Kamera. Hilde Domin (geb. 1909) erzählt der fast 70 Jahre jüngeren Filmemacherin mit großer Offenheit von ihrer Kindheit in Köln, von 22 Jahren im Exil, der Rückkehr nach Deutschland, ihrer späten Karriere als Dichterin, ihrer großen Liebe zu ihrem verstorbenen Mann Erwin und von der Einsamkeit im Alter.
Nach über 33.000 Besuchern im deutschen Arthaus-Kino und zahlreichen Auszeichnungen wurde der Film mehrfach im öffentlich-rechtlichen Fernsehen ausgestrahlt.
Die Gedichte und Texte wurden von Anna Thalbach gelesen.

## Auszeichnungen
- 2007: „Dokubiber“ Dokumentarfilmpreis Filmfestspiele Biberach[1]
- 2008: Kölner Medienpreis für Anna Ditges[2]
- 2008: Nachwuchspreis der DEFA-Stiftung für Anna Ditges[3]
- 2008: FBW Prädikat besonders wertvoll[1]
- 2008: Nominierung Bild-Kunst Schnitt Preis Dokumentarfilm
- 2008: Vorauswahl Deutscher Filmpreis[4]
- 2009: Förderpreis des Landes Nordrhein-Westfalen für Anna Diges[5]

## Festivals
- Premiere beim Filmfest München 2007[6]
- 2007: Poetenfest Erlangen[7]
- 2007: Doku.Arts Berlin
- 2007: DOCUPOLIS – International Documentary Film Festival of Barcelona
- 2007: Teilnahme am Prix Europa Berlin/Potsdam
- 2007: Biberacher Filmfestspiele[1]
- 2007: Dokfest Kassel
- 2008: Festival International du Film sur l’Art
- 2008: DOCAVIV – Tel Aviv International Documentary Film Festival
- 2008: Doku.Arts Amsterdam
- 2008: New Talents Köln

## Rezensionen (Auswahl)
„„Ein Gedicht, mit der Kamera geschrieben. Ein berührendes Porträt, persönlich, dicht und sehr direkt – ganz wie der Stil Domins. Ein spannendes Zeitdokument und eine angemessene Würdigung einer großen Persönlichkeit.““

„„Anna Ditges hat ein bewegendes Porträt der streitbaren Dichterin geschaffen. So quicklebendig wie die Dichterin ist auch der Film.“ (Frankfurter Allgemeine Zeitung)“

„„Der Film ist das letzte wichtige Dokument über die Dichterin. Ganz gefangen kommt man aus dem Kino und wendet seine Schritte zur nächsten Buchhandlung.““

„„Der Film vollbringt das Unmögliche: er konstruiert ein Leben, ein Lebenswerk im Fluß, im Kommentar, alles in einer völlig ungewöhnlichen Zartheit und Zärtlichkeit.““

„„Ob das überhaupt jemanden interessiere, hat Domin einmal gefragt. Sie hätte nicht gefragt, hätte sie das Ergebnis gesehen. Denn der Film erzählt ohne künstliches Pathos von Verlust, Heimat und Liebe. Und wer Domins Gedichten noch nicht begegnet ist, wird am Ende dieses Films nach ihnen suchen.““

### Presse
- Süddeutsche Zeitung: Zerbrechlich nah
- WELT: „Ich will dich“: Zwei Jahre mit Hilde Domin
- taz: Die Dichterin und das Gefilme
- Deutschlandfunk Kultur: „Ich musste diesen Film machen“
- ARD Programm: Ich will Dich - Begegnungen mit Hilde Domin
- KINO.de: Ich will Dich - Begegnungen mit Hilde Domin